# Estanislao Durán
Estanislao Durán Gómez, (Vigo, 8 de mayo de 1906) fue un empresario y político español, alcalde de vigo entre 1939 y 1940

## Trayectoria
Hijo del consignatario de buques Estanislao Durán David. Nominado diputado provincial en representación del partido judicial de Vigo-Tui en diciembre de 1936. Fue alcalde de Vigo de septiembre de 1939 hasta el 24 de junio de 1940. También fue presidente de la Caja de Ahorros y Monte de Piedad Municipal de Vigo.